# Fuente Álamo (fornlämning i Spanien)
Fuente Álamo är en fornlämning i Spanien.   Den ligger i provinsen Provincia de Almería och regionen Andalusien, i den sydöstra delen av landet, 400 km söder om huvudstaden Madrid. Fuente Álamo ligger 239 meter över havet.
Terrängen runt Fuente Álamo är kuperad åt nordväst, men åt sydost är den platt. Runt Fuente Álamo är det ganska tätbefolkat, med 134 invånare per kvadratkilometer. Närmaste större samhälle är Cuevas del Almanzora, 4,3 km sydväst om Fuente Álamo. Trakten runt Fuente Álamo består till största delen av jordbruksmark.